# Jørgen Tranum-Jensen
Jørgen Tranum-Jensen er professor i anatomi ved Københavns Universitet. Han er bl.a. medforfatter til Genesers Histologi udgivet i 2012 og Bevægeapparatets Anatomi fra 2001.